# Berliner Stadtschloss

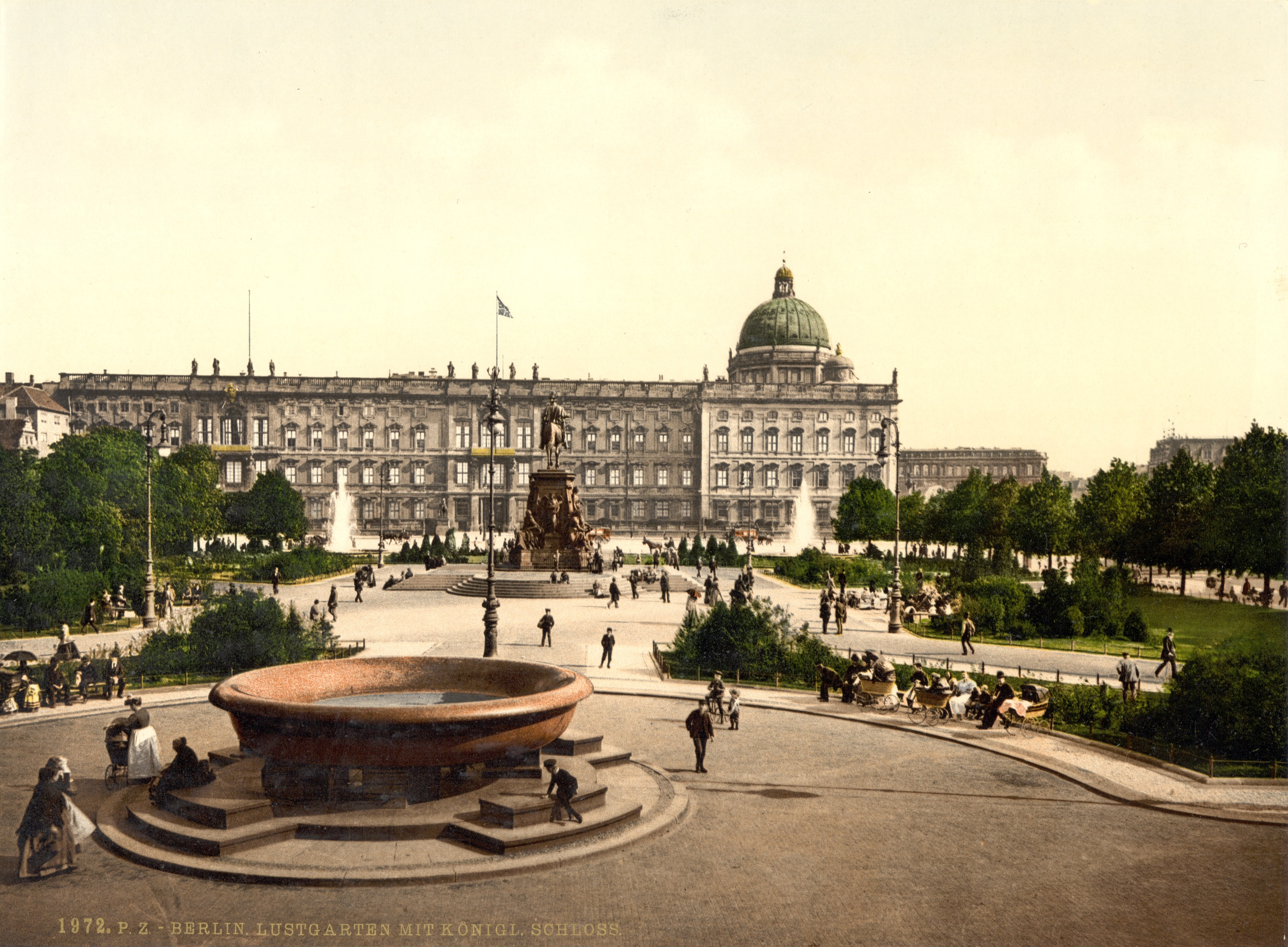
Het Berliner Stadtschloss rond 1900

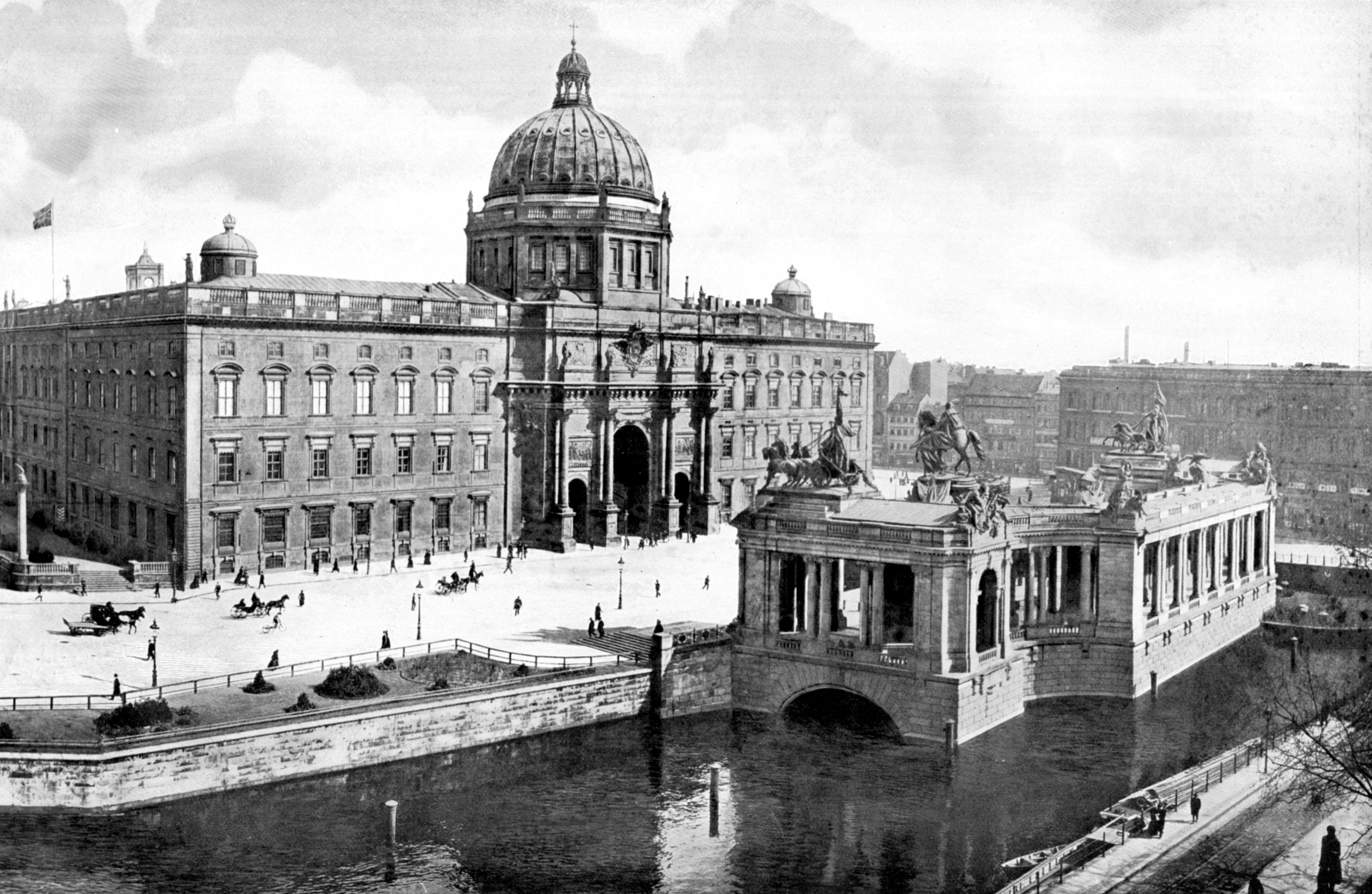
Het Berliner Stadtschloss rond 1900, met rechts het Kaiser-Wilhelm-Nationaldenkmal

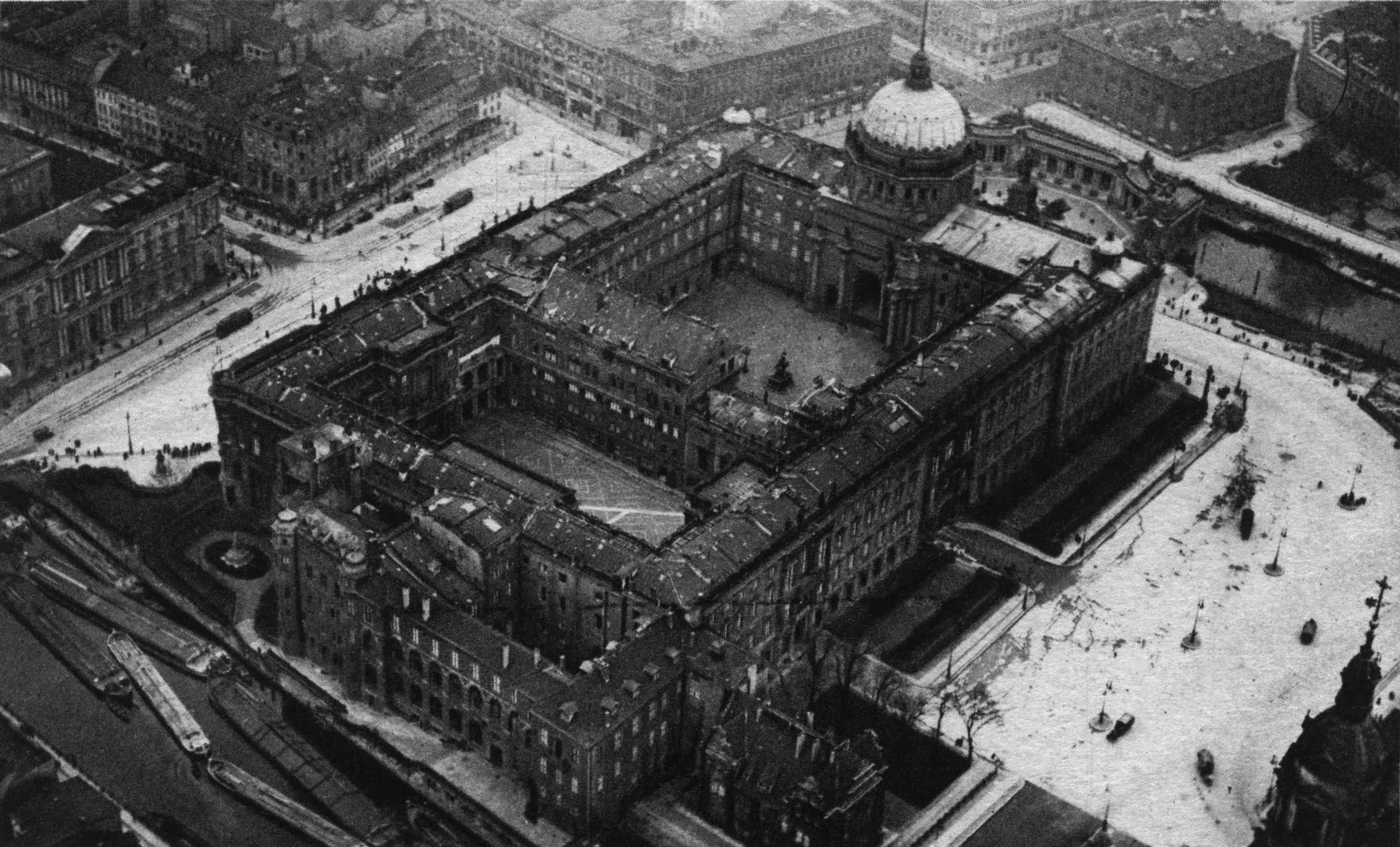
Het Berliner Stadtschloss vanuit de lucht rond 1900

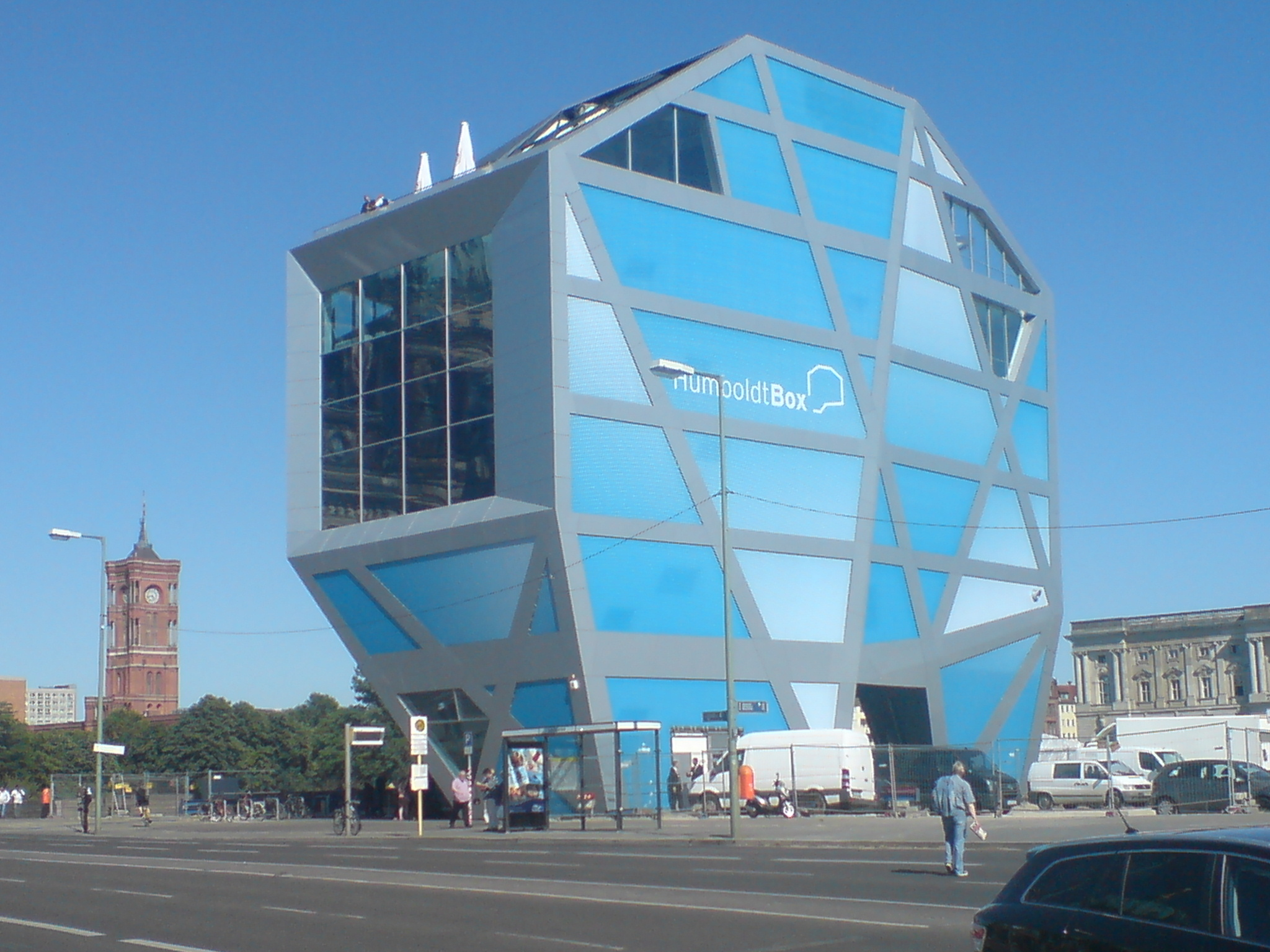
De Humboldt Box

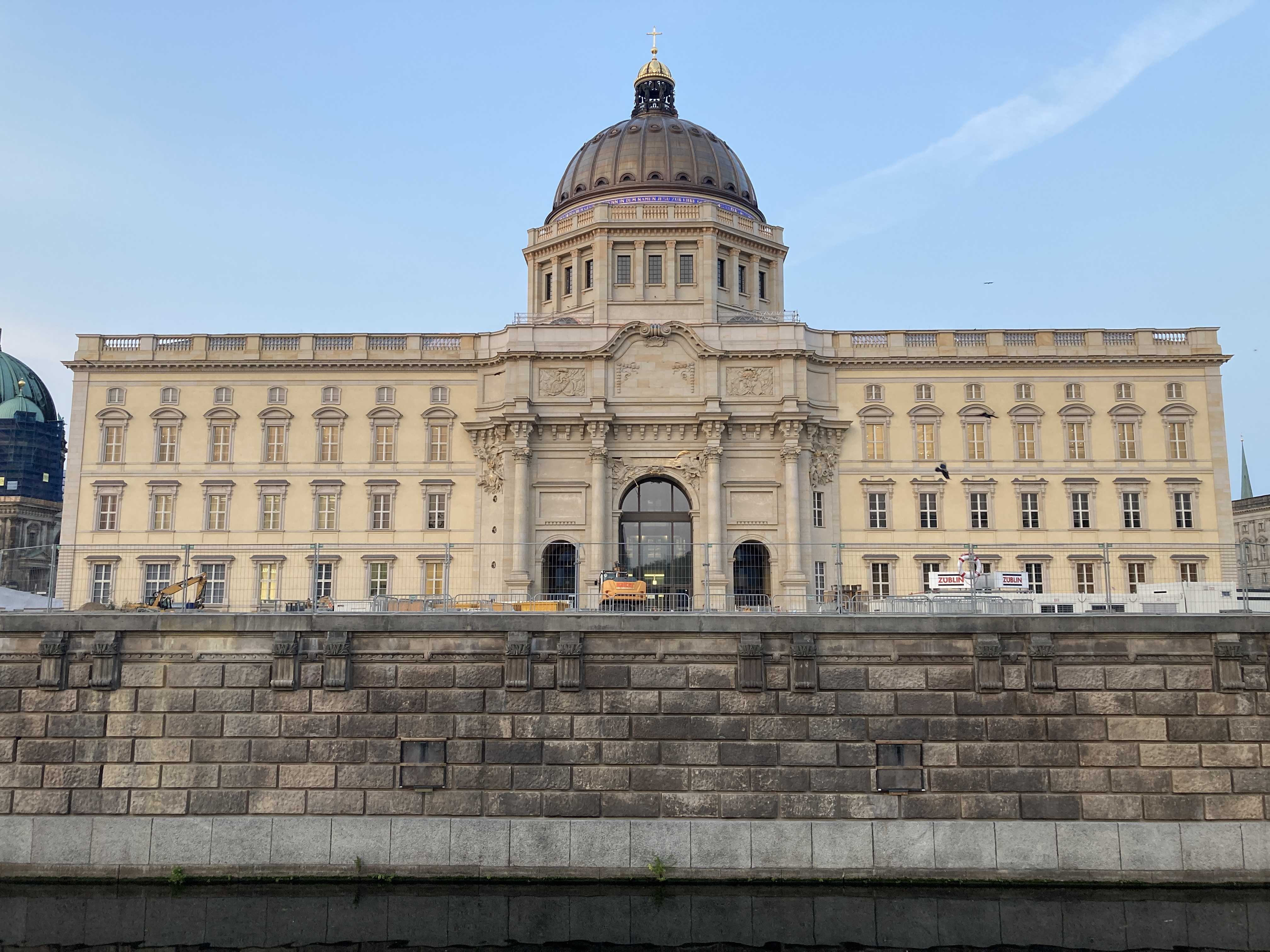
Het nieuwe Stadtschloss in aanbouw (augustus 2018)

Het Berliner Stadtschloss is de voormalige winterresidentie van de markgraaf en keurvorst van Brandenburg. Later was het de residentie van de koning van Pruisen en de Duitse keizer. Het Berliner Stadtschloss staat op het Spree-eiland in het centrum van Berlijn op de Schloßplatz.

## Bouw
Het huidige stadspark de Lustgarten op het Museumsinsel was in de 16e eeuw de kruidentuin van het slot. In 1645 gaf keurvorst Frederik Willem I van Brandenburg opdracht tot de aanleg van een lusthof naar het voorbeeld van Nederlandse tuinen.
Na de Novemberrevolutie van 1918 werd het slot als museum gebruikt. In de Tweede Wereldoorlog liep het slot flinke schade op, maar het kon na de oorlog nog gebruikt worden voor voorstellingen.

## Afbraak
In 1945 brandde het gebouw grotendeels af, maar wat restte bleef gedeeltelijk bruikbaar en werd behouden voor restauratie. Net als het voor het slot staande Kaiser-Wilhelm-Nationaldenkmal werd het Berliner Stadtschloss tussen 7 september en 30 december 1950 op bevel van Walter Ulbricht, de partijvoorzitter in de DDR, opgeblazen.
Op de plaats van het slot werd het Palast der Republik gebouwd, een paleis voor het volk, waar de Volkskammer zetelde. Na de Duitse hereniging werd besloten dit Palast der Republik, waar enorme hoeveelheden asbest in verwerkt waren, af te breken. De afbraak werd op 2 december 2008 afgerond.

## Recuperatie
Een klein deel van de oorspronkelijke gevels van het Stadtschloss, met name portaal IV van de noordgevel met het balkon waarop Karl Liebknecht tijdens de Novemberrevolutie in november 1918 de Socialistische Republiek aankondigde, overleefde als enige onderdeel de explosies en afbraak in 1950. Portaal en balkon werden in 1964 bij de bouw van de Staatsratsgebäude in de nieuwbouw geïntegreerd en zijn nu nog steeds te zien als ingang van de European School of Management and Technology, die sinds 2006 in het Staatsratsgebäude gevestigd is.

## Wederopbouw
In 2002 hebben de Duitse bondsregering en het Berlijnse stadsbestuur besloten het slot te herbouwen. Eind 2010 werd begonnen met de bouw van het slot. In de zomer van 2015 werd het bereiken van het hoogste punt in de bouw gevierd met een Richtfest. In 2021 is de oplevering voorzien van dit Stadtschloss, onder de nieuwe naam van Humboldt Forum. Het slot zal met een nieuwe indeling achter een oude façade oud en nieuw bij elkaar brengen. In het herbouwde slot zullen de niet-Europese verzamelingen van de Staatliche Museen zu Berlin, gegroepeerd in enerzijds het Museum für Asiatische Kunst en anderzijds het Ethnologisches Museum, en de boekencollecties van de Humboldt-Universiteit en de Berlijnse stadsbibliotheek worden ondergebracht. Er komt eveneens een bioscoop in, een passage met terrassen en ruimten voor conferenties en andere bijeenkomsten. Ook kondigde de burgemeester van Berlijn in 2015 aan dat er een grote tentoonstelling over Berlijn komt. De Nederlander Paul Spies ging in februari 2016 aan de slag als hoofd van het curatorenteam voor deze tentoonstelling.
De bouwkosten werden geraamd op een half miljard euro. De bedoeling was oorspronkelijk om op 3 oktober 2015, de 25e verjaardag van de hereniging van Duitsland, het herbouwde Stadtschloss officieel te openen. Deze datum is niet gehaald.
In december 2020 werd het eerste deel van het slot voor het publiek opengesteld, en werden de collecties van de musea ook weer digitaal ontsloten. In de loop van 2021 hoopte men het hele gebouw en de betrokken musea te kunnen inhuldigen. Op 16 december 2020 is het Humboldt Forum formeel geopend.
Op het terrein werd in juni 2011 een toeristische attractie opgetrokken. In deze zogenaamde Humboldt Box was te bekijken hoe het toekomstige gebouw er zou uitzien. Het bouwsel sloot op 31 december 2018 en werd in 2019 afgebroken.